# Lykkenssæde
Lykkenssæde er en lille proprietærgård (oprindeligt en arvefæstergård), som er dannet i 1793 af greve Johan Ludvig Reventlow til Brahetrolleborg. Gården ligger i Hillerslev Sogn, Sallinge Herred, Ringe Kommune.
Lykkenssæde Gods er på 210 hektar. Den var i 1901 på 16 tønder hartkorn.

## Ejere af Lykkenssæde
- 1793-1801 Johan Ludvig greve Reventlow
- 1801-1828 Sybille Carlsdatter Schbart gift Reventlow
- 1828-1830 Ditlev Christian Ernst greve Reventlow
- 1830-1833 Henning Johansen Schroll
- 1833-1863 Gustav Frederik Schroll
- 1863-1868 Johanne Cathina Eriksine Pingel gift Schroll
- 1868-1904 Henning Georg Nicolaj Schroll
- 1904-1934 Viggo Edvard Emil Schroll
- 1934-1967 Henning Schroll
- 1967-2006 Gustav Schroll
- 2006- Henning Schroll

55°11′46″N 10°21′30″Ø / 55.19611°N 10.35833°Ø